# Alicia Goranson
Alicia Linda Goranson (Evanston, 22 giugno 1974) è un'attrice statunitense.

## Biografia
Figlia dell'attrice Terria Joseph e dell'assistente di volo Craig Cook, i suoi genitori divorziarono quando aveva 9 anni.
Ha iniziato la sua carriera nel 1988 ed è principalmente nota per aver interpretato Becky Conner nella serie TV "Pappa e ciccia" (Roseanne, USA) ed anche Candace in Boys Don't Cry con Hilary Swank.

## Filmografia parziale

### Attrice

#### Cinema
- Gli anni dei ricordi (How to Make an American Quilt), regia di Jocelyn Moorhouse (1995)
- Boys Don't Cry, regia di Kimberly Peirce (1999)
- Dead 4 Told, regia di Bo Buckley e C. Michael Close (2004)
- Love, Ludlowd, regia di Adrienne Weiss (2005)
- Un perfetto gentiluomo (The Extra Man), regia di Shari Springer Berman e Robert Pulcini (2010)
- L'uragano Bianca 2: dalla Russia con odio (Hurricane Bianca 2: From Russia with Hate) regia di Matt Kugelman (2018)
- Buck Run, regia di Nick Frangione (2019)

#### Televisione
- Pappa e ciccia (Roseanne) - serie TV, 155 episodi (1988-2018)
- Sex and the City - serie TV, 1 episodio (2004)
- Law & Order - Unità vittime speciali (Law & Order: Special Victims Unit) - serie TV, 1 episodio (2004)
- Fringe - serie TV, 1 episodio (2009)
- Damages - serie TV, 1 episodio (2012)
- Inside Amy Schumer - serie TV, 1 episodio (2016)
- The Conners - serie TV (2018-2025)

#### Cortometraggi
- The Perfect Dress, regia di Rose Viggiano (2007)
- Monster Slayer, regia di Caskey Ebeling (2011)
- The Wood House, regia di Joseph Marconi (2013)

## Premi e candidature

### Young Artist Awards
- Candidatura miglior giovane attrice non protagonista in una serie televisiva per Pappa e ciccia  (1989)
- Candidatura miglior giovane attrice non protagonista in una serie televisiva per Pappa e ciccia (1990)

### Premio TV Land
- Innovator Award per Pappa e ciccia (2008)